# Cyllopoda latiflava
Cyllopoda latiflava är en fjärilsart som beskrevs av W. Warren 1905. Cyllopoda latiflava ingår i släktet Cyllopoda och familjen mätare. Inga underarter finns listade i Catalogue of Life.